# Провадия
Провадия (болг. Провадия; название восходит к др.-греч. πρόβατο ‘овца’) — город в Болгарии. Находится в Варненской области, входит в общину Провадия. Население составляет 12 468 человек (2022).
В окрестностях города с 2005 года ведутся раскопки поселения Провадия-Солницата — одного из первых городских поселений в Европе. Здесь обнаружены остатки двухэтажных домов, культовых сооружений и высоких оборонительных стен, воздвигнутых на рубеже неолита и энеолита, в 4700—4200 годах до н. э.
Городище представляло собой (уже с середины VI тысячелетия до н. э.) крупный центр производства поваренной соли (здесь найдены самые древние солеварни на территории Европы и Передней Азии). Добывать данный продукт, ценившийся тогда на вес золота, жители городища начали около 5500 г. до н. э. (период Караново III—IV). В период среднего и позднего энеолита (культура Хаманджия IV, 4700—4500 гг. до н. ; Варненская культура, 4500—4200 гг. до н. э.) производство поваренной соли достигло промышленных масштабов, увеличившись до 4—5 тонн.
Заметим ещё, что в Провадии-Солницате изготовлялись первые в мире золотые украшения (обнаружено около трёх тысяч экземпляров этих украшений).

## Политическая ситуация
Кмет (мэр) общины Провадия — Георги Стоянов Янев (ДНГ) по результатам выборов в правление общины.

## Уроженцы
- Светослав Обретенов (1919—1997) — болгарский дирижёр.
- Цончо Родев (1926—2011) — писатель. Почётный гражданин города.